# Sérgio Aguiar (político)
Sérgio de Araújo Lima Aguiar (Fortaleza, 31 de janeiro de 1971) é um advogado e político brasileiro. Em 2018, foi eleito deputado estadual do Ceará pelo Partido Democrático Trabalhista (PDT) com 100 925 votos.